# Ibuki-Klasse (1943)
Die Ibuki-Klasse (japanisch 伊吹型 ‚Ibuki-gata‘) war eine geplante Klasse von zwei Schweren Kreuzern der Kaiserlich Japanischen Marine, die kriegsbedingt nicht fertiggestellt bzw. gebaut wurden.

## Entwurf und Bau
Die Ibuki-Klasse war ein leicht verbesserter Entwurf gegenüber den vorherigen Schiffen der Mogami-Klasse, nachdem diese in den späten 1930er Jahren modernisiert worden waren. Dabei wurden die Dreifach-Torpedorohre der älteren Schiffe durch Vierfach-Torpedorohre ersetzt. Sie kosteten jeweils 60.000.000 Yen und hatten eine Besatzung von 876 Mann plus Offizieren. Die Schiffe hatten bei einer Verdrängung zwischen 12.220 t und 14.828 t eine Gesamtlänge von 200,60 m, eine Breite von 20,20 m und einen Tiefgang von 6,04 m. Sie waren mit vier Kampon-Getriebe-Dampfturbinensätzen mit einer Gesamtleistung von 152.000 PS ausgestattet, die jeweils einen Propeller mit 3,90 m Durchmesser antrieben.

## Antrieb
Die Dampfversorgung erfolgte durch acht Kampon-Ro-Gō-Trommelrohrkessel, die mit einem Druck von 22 kg/cm² und einer Temperatur von 300 °C arbeiteten. Die Schiffe waren für eine Geschwindigkeit von 35 Knoten (65 km/h) ausgelegt. Sie führten 2.163 Tonnen Heizöl mit sich, was ihnen bei einer Geschwindigkeit von 18 Knoten (33 km/h) eine geschätzte Reichweite von 6.300 Seemeilen (11.700 km) ermöglichte. Die Stromversorgung erfolgte über drei 300-Kilowatt-Turbogeneratoren und zwei 200-Kilowatt-Dieselgeneratoren.

## Bewaffnung
Die Hauptbewaffnung der Ibuki-Klasse sollte aus zehn 20,3-cm-Geschützen des Modells Jahr 3 Typ 2 mit 50 Kaliberlängen bestehen, die in Zwillingstürmen montiert waren, drei vor und zwei hinter den Aufbauten. Die Geschütze konnten auf −5° gesenkt werden und hatten eine maximale Elevation von 55°. Sie verschossen 125,85 Kilogramm schwere Geschosse mit einer Mündungsgeschwindigkeit von 840 m/s. Die maximale Reichweite betrug bei einer Elevation von 45° ca. 26.900 m. Die Sekundärbewaffnung bestand aus acht 12,7-cm-Flugabwehrkanonen L/40 vom Typ 89 in Zwillingslafetten. Sie verschossen bei einer Mündungsgeschwindigkeit von 700–725 m/s und bei einer Elevation von 45° 23 kg schwere Granaten, was eine maximale Reichweite von 14.800 Metern ermöglichte. Die Schiffe sollten außerdem mit vier 25-mm-Zwillingsflugabwehrkanonen des Typs 96 ausgestattet werden. Da die Magazine, die nur über 15 Schuss verfügten, häufig gewechselt werden mussten, betrug die maximale Feuerrate zwischen 110 und 120 Schuss pro Minute. Auf der Brücke sollten zwei 13,2-mm-Zwillingsmaschinengewehre vom Typ 93 mit je 2.000 Schuss montiert werden. Außerdem sollten die Schiffe mit vier beweglich montierten Vierfach-Torpedorohren mit 61 cm Durchmesser vom Typ 92 bewaffnet werden, zwei auf jeder Breitseite. Das Schiff hatte 24 Torpedos vom Typ 93 an Bord, 16 in den Rohren und 8 als Reserve. Der mit komprimiertem Sauerstoff betriebene Torpedo hatte drei Reichweiten-/Geschwindigkeitseinstellungen: 20.000 Metern bei 48 Knoten (89 km/h), 32.000 Metern bei 40 Knoten (74 km/h) und 40.000 Metern bei 36 Knoten (67 km/h).

## Feuerleitanlage, Sensoren und Flugzeuge
Zur Kontrolle der Hauptbewaffnung waren zwei Feuerleitstände des Typs 94, einer auf der Brücke und der andere hinter dem Schornstein, installiert.
Sie nutzen die Entfernungsdaten von drei 8-Meter-Koinzidenzentfernungsmessern. Zwei davon sollten in den Geschütztürmen Nr. 3 und 4 installiert werden, während der Hauptentfernungsmesser über der Brücke angebracht wurde. Für die Steuerung der Geschütze vom Typ 89 waren Hochwinkel-Zielrechner vom Typ 94 vorgesehen, einer auf jeder Seite der Brücke. Die 25-mm-Geschütze sollten von zwei auf der Brücke montierten Zielrechnern vom Typ 95 gesteuert werden.
Für die Frühwarnung war ein Radar Typ 2, Mark 2, Modell 1 vorgesehen, das an der Spitze des Fockmastes montiert war. Am Bug war ein passives Hydrophon vom Typ 93 angedacht. Die Schiffe waren für die Mitnahme von drei Flugzeugen auf einer Plattform zwischen Schornstein und Hauptmast ausgelegt. Als Flugzeuge waren eine Aichi E13A und zwei Yokosuka E14Y vorgesehen, die von zwei Flugzeugkatapulten des Typs 2 auf Startgeschwindigkeit gebracht werden sollten.

## Panzerung
Das Panzerungsschema der Schiffe wurde gegenüber den Kreuzern der Mogami-Klasse nur geringfügig verändert. Ihr Panzergürtel an der Wasserlinie reichte bis zum doppelten Boden hinunter. Er reichte von den vorderen bis zu den hinteren Magazinen unter den vorderen und hinteren Geschütztürmen und war oben um 20° aus der Senkrechten nach innen geneigt, um den Widerstand gegen horizontalen Beschuss zu erhöhen. Über den Maschinenräumen war die Panzerung oben 100 mm dick und verjüngte sich nach unten auf 30 mm. Die äußeren Enden der vorderen und hinteren Maschinenräume wurden jeweils durch ein 105 mm dickes Querschott geschützt. An den Seiten der Magazine war der Gürtel 140 mm dick und verjüngte sich nach unten hin auf 30 mm. Die Magazine waren durch 95–140 mm dicke Querschotte im Bug und Heck geschützt. Die Seiten der Ruderanlage und des Ruderraums bestanden aus 100 mm dicken Platten, und ihre Enden waren durch eine 50 mm dicke Panzerung geschützt.
Das Deck über der Ruderanlage war 30 mm dick. Die Stärke des gepanzerten Decks betrug zwischen 35 mm und 60 mm. Der Kommandoturm wurde durch 100 mm an den Seiten und 50 mm am Dach geschützt. Die Hauptgeschütztürme waren an allen Seiten und auf dem Dach mit einer Panzerung von 25 mm versehen. Bei den Barbetten reichte sie von 25 bis 100 mm. Die Munitionsaufzüge für die Sekundärbewaffnung waren durch eine 75 bis 100 mm starke Panzerung geschützt.

## Schiffe
Die beiden Kreuzer der Ibuki-Klasse wurden im November 1941 im Rahmen des Schnellbauprogramms (Maru Kyū (9) Keikaku) der Kaiserlich Japanischen Marine bestellt. Beide Schiffe wurden wie die Kriegsschiffe Nr. 300 und Nr. 301 ohne Namen aufgelegt, aber das erste wurde am 5. April 1943 auf den Namen Ibuki getauft.
| Bau-Nr. | Name  | Bauwerft             | Kiellegung     | Stapellauf                                                                            | Verbleib |
| ------- | ----- | -------------------- | -------------- | ------------------------------------------------------------------------------------- | --- |
| 300     | Ibuki | Marinewerft Kure     | 24. April 1942 | 21. Mai 1943                                                                          | Ab November 1943 Umbau zum Flugzeugträger und bis Kriegsende zu 80 % fertiggestellt; ab 22. September 1946 abgebrochen |
| 301     |       | Mitsubishi, Nagasaki | 1. Juni 1942   | Bauauftrag am 30. Juni 1942 storniert und verbautes Material anschließend abgebrochen | Bauauftrag am 30. Juni 1942 storniert und verbautes Material anschließend abgebrochen                                  |

Nr. 301 wurde weniger als einen Monat nach dem Baubeginn abgewrackt, um die Helling für den Flugzeugträger Amagi freizumachen, der am 1. Oktober 1942 auf Kiel gelegt wurde. Nach dem Stapellauf wurde der Bau der Ibuki im Juli 1943 ausgesetzt, während über ihr Schicksal beraten wurde. Ein möglicher Umbau zu einem schnellen Öltanker wurde erwogen, bis die Marine am 25. August beschloss, das Schiff auf der Marinewerft Sasebo zu einem leichten Flugzeugträger umzubauen. Die Arbeiten für den Umbau begannen erst, als der unvollständige Rumpf am 21. Dezember nach Sasebo geschleppt wurde. Ursprünglich sollte das Schiff im März 1945 fertiggestellt werden, aber der Termin wurde bis August verlängert. Am 16. März, als das Schiff zu etwa 80 % fertiggestellt war, wurden die Bauarbeiten unterbrochen, um den Bau kleinerer U-Boote zu ermöglichen. Die Ibuki wurde vom 22. November 1946 bis zum 1. August 1947 in Sasebo abgewrackt.